# Czesław Pogoda
Czesław Pogoda (ur. 24 sierpnia 1952 w Lądku-Zdroju) – polski polityk, przedsiębiorca, poseł na Sejm II, III i IV kadencji.

## Życiorys
W 1979 ukończył studia na Wydziale Nauk Politycznych Uniwersytetu Wrocławskiego. Od 1976 do rozwiązania należał do Polskiej Zjednoczonej Partii Robotniczej. W latach 70. był etatowym przewodniczącym zarządu powiatowego Związku Socjalistycznej Młodzieży Polskiej w Kłodzku. Od 1980 do 1981 pełnił funkcję sekretarza Komitetu Miejskiego PZPR w Polanicy-Zdroju, a następnie od 1981 do 1990 naczelnika gminy wiejskiej Kłodzko. Od 1998 do 2000 zasiadał w sejmiku dolnośląskim I kadencji.
W latach 1993–2005 sprawował mandat posła na Sejm II, III i IV kadencji, wybranego w okręgach wałbrzyskich: nr 48 i nr 2 z ramienia Sojuszu Lewicy Demokratycznej. W 2004 przeszedł do Socjaldemokracji Polskiej, z której list kandydował bezskutecznie w wyborach parlamentarnych w 2005. Działał we władzach regionalnych Socjaldemokracji Polskiej.
Po wyborczej porażce powrócił do prowadzenia działalności gospodarczej (m.in. jako współwłaściciel 400-hektarowego gospodarstwa rolnego).